# Josef Kroll
Josef Kroll (* 8. November 1889 in Arnsberg; † 8. März 1980 in Duisburg-Rheinhausen) war ein deutscher Klassischer Philologe.

## Leben
Nach Schulbesuch in Hagen und Studium an den Universitäten München, Freiburg (Breisgau), Berlin, Münster und Göttingen wurde er 1913 in Münster bei Wilhelm Kroll mit einer Arbeit über Hermes Trismegistos promoviert. Anschließend machte er eine Studienreise nach Italien. Danach meldete er sich als Kriegsfreiwilliger im Ersten Weltkrieg. Er wurde nach mehreren Verwundungen 1916 Assistent an der Universität Breslau und 1918 Professor für Klassische Philologie am Lyceum Hosianum in Braunsberg in Ostpreußen. 1922 erhielt er den Ruf auf einen Lehrstuhl an der Universität zu Köln, den er bis zu seiner Emeritierung 1956 innehatte.
Kroll forschte vor allem zur antiken Religionsgeschichte, insbesondere zum frühen Christentum und dessen Umfeld. Sein Hauptwerk Gott und Hölle untersuchte die Vorstellungen von der Fahrt in die Unterwelt im Christentum und nichtchristlichen antiken Religionen.
Er war zweimal (1930/31 und 1945–1950) Rektor der Universität zu Köln, an deren Wiederaufbau nach dem Zweiten Weltkrieg er maßgeblich Anteil hatte. Während der NS-Zeit hatte er jede Gremienarbeit an der gleichgeschalteten Hochschule abgelehnt. Kroll war 1945/46 kurzzeitig auch Dezernent für Erziehung, Schule, Kunst und Wissenschaft der Stadt Köln sowie 1946 Mitglied des ersten, von der britischen Besatzungsmacht berufenen nordrhein-westfälischen Landtags.
Seit ihrer Gründung 1952 war Kroll Mitglied der Nordrhein-Westfälischen Akademie der Wissenschaften und der Künste bzw. ihrer Vorgängereinrichtung. Von 1948 bis 1958 war er Vorsitzender des Verbandes der Bibliotheken des Landes Nordrhein-Westfalen. Die Universität zu Köln wählte ihn anlässlich seiner Emeritierung 1956 zu ihrem Ehrenbürger.
Kroll wurde auf dem Kölner Südfriedhof in der Gruft von Prof. Rudolf Seyffert bestattet.

## Schriften
- Die Lehren des Hermes Trismegistos. Aschendorff, Münster 1914 (= Beiträge zur Geschichte der Philosophie des Mittelalters, XII, 2–4).
- Die christliche Hymnodik bis zu Klemens von Alexandreia. In: Verzeichnis der Vorlesungen an der Akademie zu Braunsberg 1921/1922. 2., überprüfte Auflage. Wissenschaftliche Buchgesellschaft, Darmstadt 1968.
- Die Himmelfahrt der Seele in der Antike. Rede, gehalten bei der feierlichen Übernahme des Rektorats der Universität am 8. Nov. 1930. Müller, Köln 1930.
- Gott und Hölle. Der Mythos vom Descensuskampfe. Teubner, Leipzig, Berlin 1932.
- Theognis-Interpretationen. Dieterich, Leipzig 1936.
- Elysium. Westdeutscher Verlag, Köln, Opladen 1953.